# Schule von Avignon

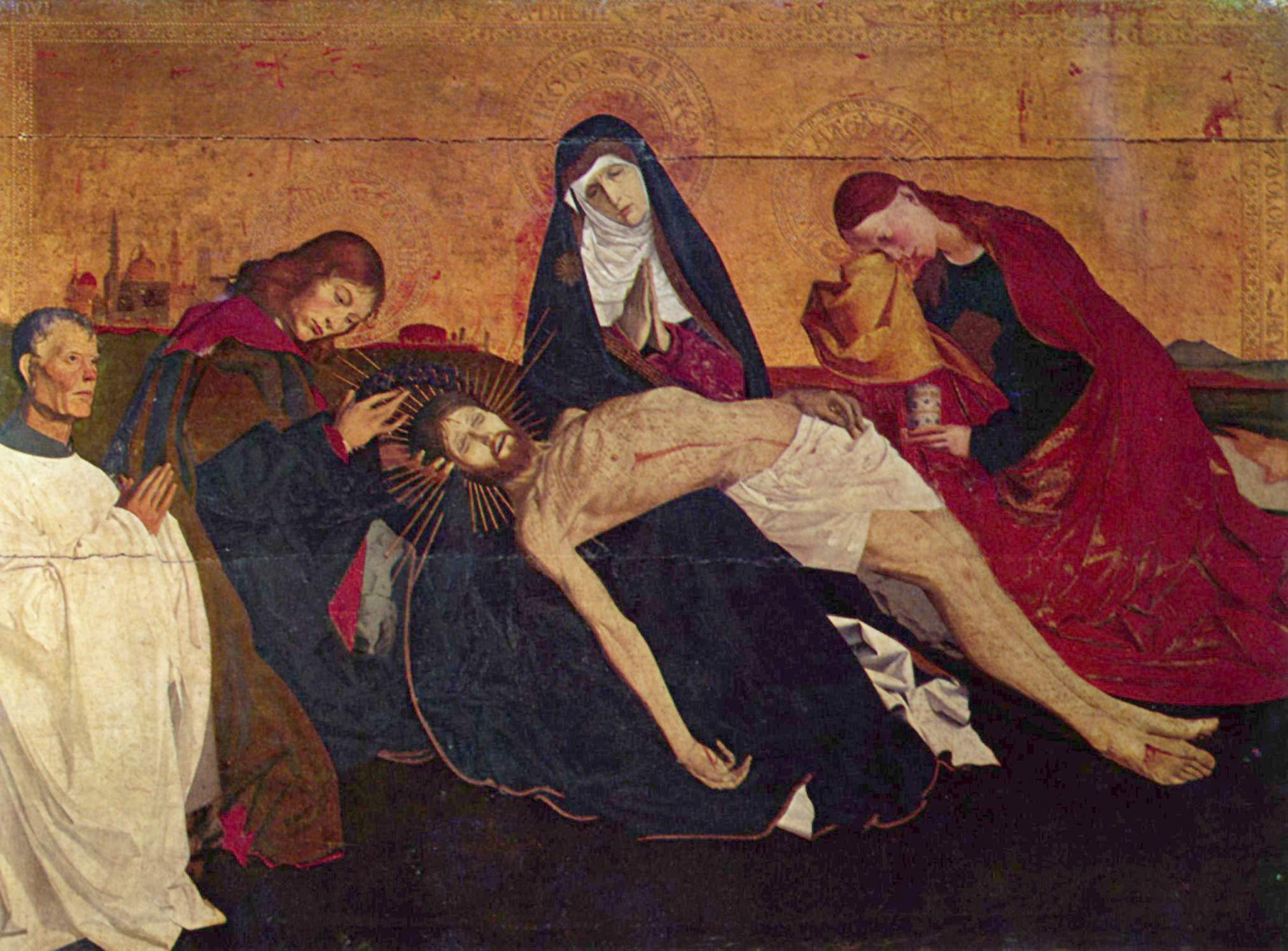
Enguerrand Quarton: Pietà von Villeneuve-lès-Avignon. 1455, Louvre, Paris

Als Schule von Avignon (fr. École d’Avignon) wird vielfach der Stil der Kunstwerke zusammengefasst, der am Hof der Päpste in Avignon in Frankreich und dessen Umkreis entstand, als die Päpste von 1309 bis 1411 ihre Residenz in Avignon hatten.  
So kamen beispielsweise um 1350 die italienischen Maler Simone Martini und Matteo di Giovanetto da Viterbo nach Avignon und scharten eine Reihe von lokalen Künstlern wie Robin de Romans um sich. In Avignon entstand dann eine Verschmelzung von italienischem und französischem Stil der Malerei der Zeit.
Bis ins 15. und 16. Jahrhundert blieb die Stadt Avignon stilistisch eine gewisse italienische Enklave innerhalb Frankreichs. Künstler der Schule von Avignon, wie Barthélemy d’Eyck, Nicolas Froment und Enguerrand Quarton brachten damals bedeutende Kunstwerke hervor, wie z. B. die Pietà von Villeneuve-lès-Avignon von 1455, die heute im Louvre in Paris zu sehen ist und als eines der Meisterwerke der Malerei Frankreichs im Mittelalter gilt.
Vor allem im Musée du Petit Palais in  Avignon ist heute eine Reihe weiterer der damals entstandenen Kunstwerke der Schule von Avignon zu sehen.